# Huitzilan de Serdán
Huitzilan de Serdán är en kommun i Mexiko.   Den ligger i delstaten Puebla, i den sydöstra delen av landet, 160 km öster om huvudstaden Mexico City.
Följande samhällen finns i Huitzilan de Serdán:
- San Miguel del Progreso
- Zoyotla
- San Antonio Taltzintán
- Cuarta Sección
- Primera Sección
- San José Aocotzota
- Xinachapan de Allende
- Pezmata
- Chagchaloyan de Isidro Burgos
- El Paraíso
- Chagchaloyan de Zapata
- Cozoltepec
- Tepetzintla
- Pahuatitán
- Acuitapilco
- Xoloango